# Coelorinchus
Coelorinchus es un género de peces de la familia Macrouridae (cuyos miembros son conocidos como «granaderos» o «colas de rata»). Actualmente contiene 121 especies descritas.

## Especies
- Coelorinchus acanthiger  (Barnard, 1925)
- Coelorinchus acantholepis  (Gilbert & Hubbs, 1920)
- Coelorinchus aconcagua  (Iwamoto, 1978)
- Coelorinchus acutirostris  (Smith & Radcliffe, 1912)
- Coelorinchus amirantensis  (Iwamoto, Golani, Baranes & Goren, 2006)[4]
- Coelorinchus amydrozosterus  (Iwamoto & Williams, 1999)
- Coelorinchus anatirostris  (Jordan & Gilbert, 1904)
- Coelorinchus anisacanthus  (Sazonov, 1994)
- Coelorinchus aratrum  (Gilbert, 1905)
- Coelorinchus argentatus  (Smith & Radcliffe, 1912)
- Coelorinchus argus  (Weber, 1913)
- Coelorinchus aspercephalus  (Waite, 1911)
- Coelorinchus asteroides  (Okamura, 1963)
- Coelorinchus australis  (Richardson, 1839)
- Coelorinchus biclinozonalis  (Arai & Mcmillan, 1982)
- Coelorinchus bollonsi  (McCann & McKnight, 1980)
- Coelorinchus braueri  (Barnard, 1925)
- Coelorinchus brevirostris  (Okamura, 1984)
- Coelorinchus caelorhincus  (Risso, 1810)[9]
- Coelorinchus campbellicus  (McCann & McKnight, 1980)
- Coelorinchus canus  (Garman, 1899)
- Coelorinchus caribbaeus  (Goode & Bean, 1885)
- Coelorinchus carinifer  (Gilbert & Hubbs, 1920)
- Coelorinchus carminatus  (Goode, 1880)
- Coelorinchus caudani  (Koehler, 1896)[10]
- Coelorinchus celaenostomus  (McMillan & Paulin, 1993)
- Coelorinchus charius  (Iwamoto & Williams, 1999)
- Coelorinchus chilensis  (Gilbert & Thompson, 1916)
- Coelorinchus cingulatus  (Gilbert & Hubbs, 1920)
- Coelorinchus commutabilis  (Smith & Radcliffe, 1912)
- Coelorinchus cookianus  (McCann & McKnight, 1980)
- Coelorinchus cylindricus  (Iwamoto & Merrett, 1997)
- Coelorinchus denticulatus  (Regan, 1921)
- Coelorinchus divergens  (Okamura & Yatou, 1984)
- Coelorinchus dorsalis  (Gilbert & Hubbs, 1920)
- Coelorinchus doryssus  (Gilbert, 1905)
- Coelorinchus fasciatus  (Günther, 1878)
- Coelorinchus flabellispinis  (Alcock, 1894)
- Coelorinchus formosanus  (Okamura, 1963)
- Coelorinchus gaesorhynchus  (Iwamoto & Williams, 1999)
- Coelorinchus geronimo  (Marshall & Iwamoto, 1973)
- Coelorinchus gilberti  (Jordan & Hubbs, 1925)
- Coelorinchus gladius  (Gilbert & Cramer, 1897)
- Coelorinchus goobala  (Iwamoto & Williams, 1999)
- Coelorinchus gormani  (Iwamoto & Graham, 2008)[11]
- Coelorinchus hexafasciatus  (Okamura, 1982)
- Coelorinchus hige  (Matsubara, 1943)
- Coelorinchus hoangi  (Iwamoto & Graham, 2008)[11]
- Coelorinchus horribilis  (McMillan & Paulin, 1993)
- Coelorinchus hubbsi  (Matsubara, 1936)
- Coelorinchus immaculatus  (Sazonov & Iwamoto, 1992)
- Coelorinchus infuscus  (McMillan & Paulin, 1993)
- Coelorinchus innotabilis  (McCulloch, 1907)
- Coelorinchus japonicus  (Temminck & Schlegel, 1846)
- Coelorinchus jordani  (Smith & Pope, 1906)
- Coelorinchus kaiyomaru  (Arai & Iwamoto, 1979)
- Coelorinchus kamoharai  (Matsubara, 1943)
- Coelorinchus karrerae  (Trunov, 1984)
- Coelorinchus kermadecus  (Jordan & Gilbert, 1904)
- Coelorinchus kishinouyei  (Jordan & Snyder, 1900)
- Coelorinchus labiatus  (Koehler, 1896)[12]
- Coelorinchus lasti  (Iwamoto & Williams, 1999)
- Coelorinchus leptorhinus  (Chiou, Shao & Iwamoto, 2004)[13]
- Coelorinchus longicephalus  (Okamura, 1982)
- Coelorinchus longissimus  (Matsubara, 1943)
- Coelorinchus macrochir  (Günther, 1877)
- Coelorinchus macrolepis  (Gilbert & Hubbs, 1920)
- Coelorinchus macrorhynchus  (Smith & Radcliffe, 1912)
- Coelorinchus maculatus  (Gilbert & Hubbs, 1920)
- Coelorinchus marinii  (Hubbs, 1934)
- Coelorinchus matamua  (McCann & McKnight, 1980)
- Coelorinchus matsubarai  (Okamura, 1982)
- Coelorinchus maurofasciatus  (McMillan & Paulin, 1993)
- Coelorinchus mayiae  (Iwamoto & Williams, 1999)
- Coelorinchus mediterraneus  (Iwamoto & Ungaro, 2002)[14]
- Coelorinchus melanobranchus  (Iwamoto & Merrett, 1997)
- Coelorinchus melanosagmatus  (Iwamoto & Anderson, 1999)
- Coelorinchus mirus  (McCulloch, 1926)
- Coelorinchus multifasciatus  (Sazonov & Iwamoto, 1992)
- Coelorinchus multispinulosus  (Katayama, 1942)
- Coelorinchus mycterismus  (McMillan & Paulin, 1993)
- Coelorinchus mystax  (McMillan & Paulin, 1993)
- Coelorinchus nazcaensis  (Sazonov & Iwamoto, 1992)
- Coelorinchus notatus  (Smith & Radcliffe, 1912)
- Coelorinchus obscuratus (McMillan & Iwamoto, 2009)[15]
- Coelorinchus occa  (Goode & Bean, 1885)[16]
- Coelorinchus oliverianus  (Phillipps, 1927)
- Coelorinchus osipullus (McMillan & Iwamoto, 2009)[15]
- Coelorinchus parallelus  (Günther, 1877)
- Coelorinchus pardus  (Iwamoto & Williams, 1999)
- Coelorinchus parvifasciatus  (McMillan & Paulin, 1993)
- Coelorinchus platorhynchus  (Smith & Radcliffe, 1912)
- Coelorinchus polli  (Marshall & Iwamoto, 1973)[17]
- Coelorinchus productus  (Gilbert & Hubbs, 1916)[18]
- Coelorinchus quadricristatus  (Alcock, 1891)[19]
- Coelorinchus quincunciatus  (Gilbert & Hubbs, 1920)[20]
- Coelorinchus radcliffei  (Gilbert & Hubbs, 1920)[20]
- Coelorinchus scaphopsis  (Gilbert, 1890)
- Coelorinchus semaphoreus  (Iwamoto & Merrett, 1997)
- Coelorinchus sereti  (Iwamoto & Merrett, 1997)
- Coelorinchus sexradiatus  (Gilbert & Hubbs, 1920)
- Coelorinchus shcherbachevi  (Iwamoto & Merrett, 1997)
- Coelorinchus sheni  (Chiou, Shao & Iwamoto, 2004)[21]
- Coelorinchus simorhynchus  (Iwamoto & Anderson, 1994)
- Coelorinchus smithi  (Gilbert & Hubbs, 1920)
- Coelorinchus sparsilepis  (Okamura, 1984)
- Coelorinchus spathulata  (McMillan & Paulin, 1993)
- Coelorinchus spilonotus  (Sazonov & Iwamoto, 1992)
- Coelorinchus spinifer  (Gilbert & Hubbs, 1920)
- Coelorinchus supernasutus  (McMillan & Paulin, 1993)
- Coelorinchus thompsoni  (Gilbert & Hubbs, 1920)
- Coelorinchus thurla  (Iwamoto & Williams, 1999)[22]
- Coelorinchus tokiensis  (Steindachner & Döderlein, 1887)[23]
- Coelorinchus trachycarus  (Iwamoto, McMillan & Shcherbachev, 1999)[24]
- Coelorinchus triocellatus  (Gilbert & Hubbs, 1920)[20]
- Coelorinchus trunovi  (Iwamoto & Anderson, 1994)[25]
- Coelorinchus velifer  (Gilbert & Hubbs, 1920)[20]
- Coelorinchus ventrilux  (Marshall & Iwamoto, 1973)[17]
- Coelorinchus vityazae  (Iwamoto, Shcherbachev & Marquardt, 2004)[26]
- Coelorinchus weberi  (Gilbert & Hubbs, 1920)[20]
- Coelorinchus yurii  (Iwamoto, Golani, Baranes & Goren, 2006)[4]